# Indischer-Ozean-Dipol

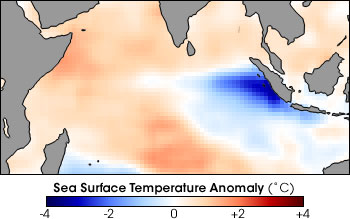
Wassertemperaturen während des positiven Höhepunktes des IOD im November 1997. Während dieses Ereignisses drückten unüblich starke Ostwinde warmes Oberflächenwasser gen Westen, und es kam zu einem Aufstieg von kaltem Tiefenwasser („Upwelling“) vor Sumatra. Die Karte zeigt die Abweichungen von langjährigen Temperaturmittelwerten.

Der Indischer-Ozean-Dipol (IOD) bezeichnet eine natürlich vorkommende Anomalie der Meeresoberflächentemperatur (engl. sea-surface-temperature, daher auch kurz SST-Anomalie) am äquatorialen Ost- und Westende des Indischen Ozeans (Indik). Sie macht etwa 12 % der gesamten Temperaturanomalien des Indik aus.
Von einem starken IOD-Ereignis wird gesprochen, wenn der westliche äquatornahe Bereich des Indiks wärmer und der östliche Teil des äquatornahen Indiks kühler als normal ist, was im gekoppelten Ozean-Atmosphäre-System weitreichende Folgen hat. Zum ersten Mal entdeckt wurde dieses Phänomen 1999. Es wird diesem System eine Zyklendauer von etwa 30 Jahren zugrunde gelegt, in denen sich positive, negative sowie neutrale Phasen in halbjährigen Zyklen abwechseln. Ähnliche Systeme sind in den anderen beiden Weltmeeren Atlantik (Atlantische Multidekaden-Oszillation) und Pazifik (Pazifische Dekaden-Oszillation) ebenfalls bekannt.

## Auswirkungen
Die Auswirkungen dieser Meerestemperaturen-Anomalie sind ziemlich unterschiedlich, vor allem in Bezug auf den indischen Monsun. Bei einem positiven IOD-Ereignis fällt auf der Westseite des indischen Subkontinents weniger Niederschlag aufgrund des herabgesetzten Meer-Land-Temperatur- und damit auch -Druckunterschieds, welcher wiederum an der Ostküste nun stärker ausgeprägt ist und hier mehr Niederschlag fällt.
Der IOD teilt den Indik in zwei Regionen, in die indonesisch-australische, welche als zusammengehörig zu betrachten ist, und die Ostküste Afrikas. In diesen beiden Regionen ergibt sich bei einer nicht neutralen Phase jeweils immer eine der jeweils anderen Region entgegengesetzte niederschlagsarme oder niederschlagsreiche Phase. Die Niederschlagsverteilungen hängen hier aber nicht an den monsunalen Winden wie in Indien, und damit auch nicht am Land-Meer-Temperatur/-Druckunterschied; Australien und Indonesien und der äquatoriale Teil Ostafrikas befinden sich so nah am Äquator, dass die vorhandenen Druckverhältnisse (siehe Hadley-Zelle und Innertropische Konvergenzzone) nicht von den Land-Meer-Temperaturunterschieden abhängig sind und der Niederschlag schlichtweg über die Verdunstung und Konvektion über dem Meer gesteuert wird. Dadurch kommt es bei einem regionalen Abfall der Meeresoberflächentemperatur (SST) jeweils zu weniger Konvektion über dem Meer und dadurch weniger Niederschlägen, was die Wahrscheinlichkeit einer Dürre erhöht. Bei einem positiven Ereignis gibt es also vor Australien und Indonesien niedrigere SST und damit verbunden weniger Niederschläge, während im äquatornahen Ostafrika erhöhte SST und damit einhergehend mehr Niederschläge fallen, ein negatives Ereignis dagegen hat immer exakt die umgekehrten Folgen.

## Wechselwirkungen mit El Niño-Southern Oscillation
Da der El Niño-Southern Oscillation (kurz ENSO) Index meist über den Luftdruckunterschied zwischen dem Indonesien-Tiefdruckgebiet und dem Hochdruck vor der peruanischen Küste definiert wird, sind Wechselwirkungen nicht verwunderlich, da das indonesische Tief auch ein Teilelement des IOD ist. Ein positives IOD-Ereignis kann von einem positiven ENSO-Ereignis ausgelöst werden, aber auch ein IOD-Ereignis kann ein positives ENSO-Ereignis auslösen, die interne Variabilität dieses Systems erlaubt aber auch ein Vorkommen unterschiedlicher Phasen ohne äußere Einflüsse. Die vorhandenen Telekonnektionen funktionieren über die Atmosphäre, so kann eine positive IOD-Phase eine negative SST-Anomalie (durch Upwelling) vor Indonesien und mit dem einhergehenden Druckabfall ein Eintreten eines positiven ENSO-Ereignisses bewirken.